# Lilaeopsis schaffneriana
Lilaeopsis schaffneriana är en flockblommig växtart som först beskrevs av Diederich Franz Leonhard von Schlechtendal, och fick sitt nu gällande namn av John Merle Coulter och Joseph Nelson Rose. Lilaeopsis schaffneriana ingår i släktet kryptungesläktet, och familjen flockblommiga växter. Utöver nominatformen finns också underarten L. s. recurva.